# استرپتوکوک آنژینوسوس
استرپتوکوک آنژینوسوس (Streptococcus anginosus)، گونه‌ای از استرپتوکوک است. این باکتری به همراه استرپتوکوک کانستلاتوس و استرپتوکوک اینترمدیوس، گروه آنژینوسوس را تشکیل می‌دهند گاهی اوقات به آن، گروه میلری (milleri group) نیز می گویند. ارتباط فیلوژنتیکی این گونه‌ها با استفاده از آنالیز توالی rRNA به تأیید رسیده‌است

## ویژگی‌های عمومی
بیشتر سویه‌های استرپتوکوک آنژینوسوس، از گلوکز، استوئین را تولید می‌کنند. آن‌ها لاکتوز، ترهالوز، سالیسین و سوکروز را تخمیر می‌کنند و آرژنین و اسکولین را هیدرولیز می‌نمایند. دی‌اکسید کربن رشد باکتری را افزایش می‌دهد. این باکتری ممکن است بتا همولیتیک یا غیر همولیتیک باشد. برخی نیز ممکن است آلفا همولیتیک باشند.

## عفونت‌ها
این باکتری، بخشی از میکروفلور انسان است اما گاهی اوقات می‌تواند بیماریزا باشد مانند آبسه‌های کبدی و مغزی. باکتری از مناطق گوناگون بدن مانند دهان، گلو، مدفوع و واژن جدا شده‌است.

## درمان
بیشتر سویه‌ها به باسیتراسین، نیتروفورانتوئین و سولفونامیدها مقاوم هستند. بیشتر سویه‌ها به پنی سیلین، آمپی سیلین، اریترومایسین و تتراسایکیلین حساس می‌باشند.